# 大垣宿

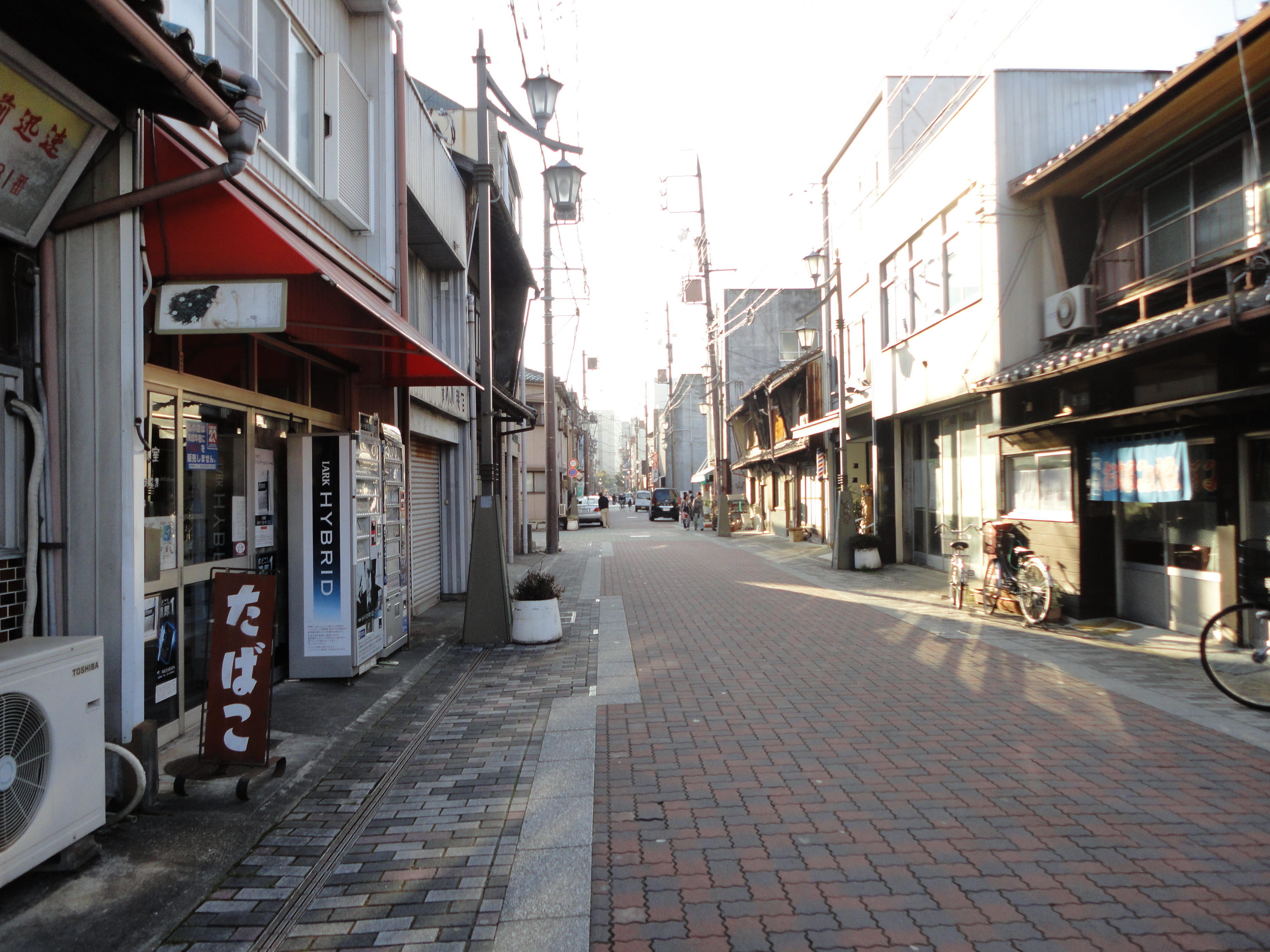
大垣城城下町

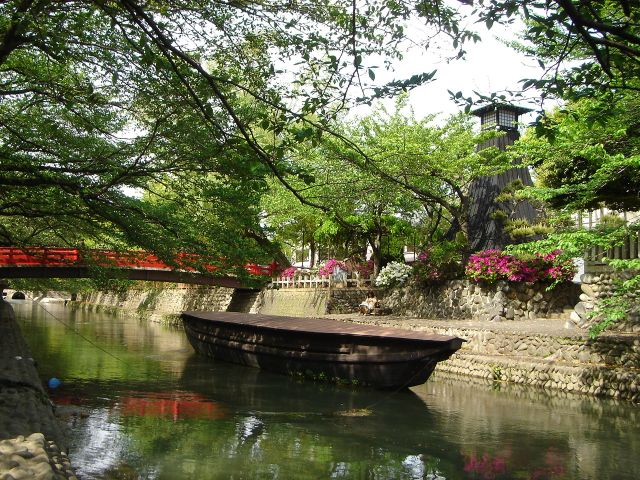
住吉灯台

大垣宿（おおがきじゅく）は、美濃路の宿場である。現在の岐阜県大垣市にある。

## 概要
大垣宿は大垣藩の大垣城城下町でもある。このように宿場町であり城下町である場所は加納宿等がある。
大垣宿は西口から東口までの長さは約2.9km、京口門（西総門）から名古屋口門（東総門）までの長さは約1.1kmあり、大規模な宿場町であった。京口門と名古屋口門は有事の場合、大垣城の7箇所の門と同時に閉鎖される仕組みであった。
現在の大垣市の地名でいうと、伝馬町 - 本町 - 竹島町 - 俵町 - 船町 - 久瀬川町が該当する。
大垣市はかつての大垣宿の歴史・文化を利用した景観まちづくりを策定している。

## 最寄り駅
- JR東海道本線、樽見鉄道樽見線 大垣駅。
- 養老鉄道養老線 大垣駅・西大垣駅。

## 史跡・みどころ

### 大垣宿の史跡・みどころ
- 本陣跡（大垣市指定史跡）[1]
- 脇本陣跡
- 本町道標
- 船町道標
- 住吉灯台

### 垂井宿までの史跡・みどころ
- 塩田常夜灯
- 久徳一里塚
- 綾戸古墳 ／ 熊坂長範物見の松

## 隣の宿
美濃路
墨俣宿 - 大垣宿 - 垂井宿